# Liste der Monuments historiques in Salles-sur-Mer
Die Liste der Monuments historiques in Salles-sur-Mer führt die Monuments historiques in der französischen Gemeinde Salles-sur-Mer auf.

## Liste der Bauwerke
| Bezeichnung              | Beschreibung                                               | Standort | Kennzeichnung | Schutzstatus | Datum | Bild |
| ------------------------ | ---------------------------------------------------------- | -------- | ------------- | ------------ | ----- | ---- |
| Château de Cramahé       | Schloss, erbaut in der zweiten Hälfte des 18. Jahrhunderts | (Lage)   | PA00105268    | Inscrit      | 1925  |      |
| Château de l’Herbaudière | Schloss, erbaut im 16. Jahrhundert                         | (Lage)   | PA00105269    | Inscrit      | 1973  |      |

## Liste der Objekte
Zum Verständnis siehe: Kirchenausstattung
| Bezeichnung          | Beschreibung                                  | Standort                                        | Kennzeichnung | Schutzstatus | Datum | Bild |
| -------------------- | --------------------------------------------- | ----------------------------------------------- | ------------- | ------------ | ----- | ---- |
| Zwei Reliquienbüsten | Holz                                          | in der Kirche Notre-Dame-de-l’Assomption (Lage) | PM17002612    | Inscrit      | 2015  |      |
| Glocke               | Bronze, 1775 gegossen                         | in der Kirche Notre-Dame-de-l’Assomption (Lage) | PM17002613    | Inscrit      | 2015  |      |
| Prozessionskreuz     | Kupfer, versilbert, und Holz, 18. Jahrhundert | in der Kirche Notre-Dame-de-l’Assomption (Lage) | PM17001549    | Inscrit      | 1988  |      |